# Obsjtina Dimitrovgrad
Obsjtina Dimitrovgrad (bulgariska: Община Димитровград) är en kommun i Bulgarien.   Den ligger i regionen Chaskovo, i den centrala delen av landet, 200 km öster om huvudstaden Sofia.
Obsjtina Dimitrovgrad delas in i:
- Bodrovo
- Brod
- Voden
- Goljamo Asenovo
- Gorski izvor
- Dobritj
- Dolno Belevo
- Zlatopole
- Kasnakovo
- Krepost
- Krum
- Meritjleri
- Radievo
- Skobelevo
- Stalevo
- Stransko
- Vărbitsa
- Tjernogorovo
- Jabălkovo

Följande samhällen finns i Obsjtina Dimitrovgrad:
- Dimitrovgrad

Trakten runt Obsjtina Dimitrovgrad består till största delen av jordbruksmark. Runt Obsjtina Dimitrovgrad är det ganska tätbefolkat, med 129 invånare per kvadratkilometer.